# Solenostoma stoloniferum
Solenostoma stoloniferum là một loài rêu tản trong họ Jungermanniaceae. Loài này được (Stephani) S.W. Arnell miêu tả khoa học lần đầu tiên năm 1963.